# Fever (Lied)
Fever ist ein 1956 von Eddie Cooley und John Davenport geschriebener Song, der sich zu einem häufig gecoverten Standard im Rhythm & Blues, Jazz und der Popmusik entwickelte.

## Entstehung
John Davenport war ein Pseudonym für den wirklichen Autor Otis Blackwell, der den Song unter dem Namen seines Stiefvaters eintragen ließ. Otis Blackwell wollte sich als Mitautor des Songs nicht unter seinem Namen registrieren lassen, weil er befürchten musste, dass er Schwierigkeiten mit seinem Plattenlabel Jay-Dee Records bekommen würde, bei dem er noch als Interpret unter Vertrag stand. Dem Labelinhaber Joe Davis wurde nachgesagt, dass er seinen Interpreten die Zahlungen fälliger Royaltys zurückhielt. 
Blackwell hatte dort im Dezember 1955 Oh, What a Wonderful Time / Let the Daddy Hold You als Interpret herausgebracht. Hieraus kann gefolgert werden, dass Fever noch in jener Zeit entstanden sein muss. Die genauen Abläufe sind umstritten. Eddie Cooley, ein New Yorker Bandleader (Eddie Cooley & The Dimples) und Autor, hatte die ursprüngliche Idee für Fever, es gelang ihm jedoch nicht, die Komposition zu vervollständigen. Er traf seinen Freund Otis Blackwell, und beide komplettierten den Song.
Blackwell bot am Heiligabend des Jahres 1955 sechs seiner Kompositionen dem Chef des Shalimar Music Corp. Musikverlages, Aaron „Goldie“ Goldmark für $ 25 pro Song zum Kauf an. Darunter befanden sich Don’t Be Cruel und Fever, als Demo aufgenommen mit Blackwells Gesang und eigener Pianobegleitung, der Rhythmus durch Schläge auf einen Karteikasten improvisiert.

## Originalsong
Der im Juni 1955 von Henry Glover für King Records unter Vertrag genommene R&B-Interpret Little Willie John hatte bereits drei Singles hintereinander in den Top 6 der R&B-Charts gehabt, als ihm die Komposition Fever angeboten wurde. Am 1. März 1956 wurde der 12-taktige Blues in Moll, arrangiert mit den Tenorsaxophonen von Ray Felder und Rufus „Nose“ Gore sowie der jazzigen Gitarre von Bill Jennings und Fingerschnippen, das nur marginal die bluesige Stimmung anhob, aufgenommen. Die Aufnahme brauchte fast sechs Stunden bis zur Perfektion. Laut Blackwell wollte Little Willie John das Stück zunächst nicht aufnehmen, da ihm das Fingerschnippen nicht gefiel. Der Song besaß jedoch ein solides gospelähnliches Arrangement, das mit der einzigen Nummer eins in den R&B-Charts für den Interpreten Little Willie John belohnt wurde und als Crossover noch die Platz 24 der Pop-Charts erreichte. Später schaffte das Original auch Millionensellerstatus.

## Erfolg als „weiße“ Coverversion

Label der Single Fever von Ray Peterson, deutsche Pressung, 1957/58

Label der Single Fever von Peggy Lee, deutsche Pressung, 1958

Label der Single Fieber von Cindy Ellis, 1959

Obwohl der Titel zunächst im  Oktober 1957 von dem weißen Sänger Ray Peterson gecovert wurde, wurde der Song erst durch die Jazzsängerin Peggy Lee einem breiten Publikum bekannt. In ihrer Version erhielt Fever seine prägnante Form, als sie das Cover im Mai 1958 aufnahm. Die bluesige Urform des Originals wurde hier ersetzt durch ein jazzig-erotisierendes Timbre unter leichter Veränderung des Textes. Bläsersektion und Chor des Originals werden durch eine simple Instrumentierung (Bass von Max Bennett und Schlagzeug) ersetzt, lediglich noch ergänzt durch Peggy Lees Fingerschnippen. Die Single erreichte im August 1958 Platz acht der Pop- und Platz 5 der R&B-Charts und wurde zu ihrem dritten Millionenseller und ihrem Erkennungssong.

## Weitere Coverversionen
Durch Peggy Lees Version war nun die Plattform geschaffen für weitere Coverversionen der verschiedensten Stilrichtungen und Sprachen. Die französische Version 39 de Fièvre wurde von Caterina Valente gesungen (1959; Decca 455711 oder Je chante - Caterina Valente en France mit einem Text von Boris Vian). In Deutschland wurde Fieber im Juni 1959 mit der Sängerin Cindy Ellis aufgenommen (Polydor NH 23 919), produziert von Bert Kaempfert. Der deutsche Text stammte von Peter Moesser: „Niemand weiß, wie ich dich liebe / Ich habe Fieber“. Begleitet wurde die Aufnahme nur mit Kontrabass, Schlagzeug und dem typischen Fingerschnippen. 
Die Liste weiterer Coverversionen reicht von den McCoys (November 1965; Rang 7 in den USA) über Helen Shapiro (Januar 1964; Rang 38 in Großbritannien), Rita Coolidge (Dezember 1972) bis Madonna (März 1993, Platz 6 in Großbritannien). Insgesamt werden zahlreiche Versionen gezählt, je nachdem, welcher Quelle man folgen will. Der Schweizer Sammler Christian Rintelen hat nach eigenen Angaben „über 500 Versionen“  gefunden  und besitzt 390 hiervon; Jazzdiskograph Tom Lord verzeichnet alleine im Bereich des Jazz und R&B 218 Versionen, darunter auch von Kenny Burrell, Little Brother Montgomery, Louis Prima, King Curtis, Milt Buckner und Herbie Mann.
- A Fine Frenzy
- Horace Andy
- Ann-Margret
- Michael Ball
- Beyoncé
- Cilla Black
- Boney M.
- James Brown
- Precious Bryant
- Jeanie Bryson
- Michael Bublé
- Kenny Burrell
- Sam Butera
- Susan Cadogan
- Eva Cassidy
- Ray Charles and Natalie Cole
- Marc Cohn
- The Cramps
- Bob Dylan
- Cindy Ellis
- Brian Eno
- Joy Fleming
- Emile Ford & The Checkmates Ltd.
- Grateful Dead
- Buddy Greco
- Nina Hagen
- The Jam
- Quincy Jones
- Tom Jones
- Hildegard Knef
- Daliah Lavi
- Amanda Lear
- Anita Lindblom
- Little Nell
- Little Milton
- Malia & Boris Blank
- The Manhattans
- Rose McGowan
- Bette Midler
- Mina
- Rita Moreno
- Neville Brothers
- Elvis Presley
- The Pussycat Dolls
- Suzi Quatro
- Ratdog
- Superpitcher
- Conway Twitty
- Sarah Vaughan
- Nana Visitor
- Johnny Watson
- Don Williams
- Timi Yuro

## Statistik
Cash Box ehrte die Originalaufnahme mit der Auszeichnung „R&B Record Of The Year“. BMI zufolge wurde der Song 2 Millionen Mal aufgeführt und bekam einen BMI-Award.